# Gastrophryne
Gastrophryne is een geslacht van kikkers uit de familie smalbekkikkers (Microhylidae). De groep werd voor het eerst wetenschappelijk beschreven door Leopold Fitzinger in 1843.
Er zijn vier soorten die voorkomen in Noord- en Midden-Amerika; van de Verenigde Staten tot Costa Rica. Vroeger werd ook de soorten Hypopachus pictiventris en Hypopachus ustus tot het geslacht Gastrophryne gerekend.

## Taxonomie
Geslacht Gastrophryne
- Soort Gastrophryne carolinensis – Oostelijke smalbekkikker
- Soort Gastrophryne elegans
- Soort Gastrophryne mazatlanensis
- Soort Gastrophryne olivacea – Westelijke smalbekkikker

Chiasmocleis · 
Ctenophryne · 
Dasypops · 
Dermatonotus · 
Elachistocleis · 
Gastrophryne · 
Hamptophryne · 
Hypopachus · 
Nelsonophryne